# Muranga
Muranga o Murang'a es una localidad de Kenia, con estatus de municipio, capital del condado del mismo nombre.
Tiene 28 775 habitantes según el censo de 2009.

## Demografía
Los 28 775 habitantes del municipio se reparten así en el censo de 2009:
- Población urbana: 23 949 habitantes (11 667 hombres y 12 282 mujeres)
- Población periurbana: 4826 habitantes (2402 hombres y 2424 mujeres)
- Población rural: no hay población rural en este municipio

## Transportes
Se sitúa en el cruce de las carreteras secundarias C71 y C72. La C71 recorre Muranga de norte a sur y es un desvío de la A2 que pasa por Maragua en lugar de por Makuyu. La C72 sale al oeste de Muranga y permite ir, a través de la C70, tanto a los montes Aberdare como a Nyeri.